# Автономная область Коми (Зырян)
Автономная область Ко́ми (Зыря́н) (коми Коми (Зыряна) асвеськӧдлан обласьт, также известна как Коми-область) — административно-территориальная единица на северо-западе РСФСР с 1921 года по 1936 год. Ныне — Республика Коми.

## История
Перед Октябрьской революцией 1917 года территория нынешней Республики Коми входила в состав Усть-Сысольского и Яренского уездов Вологодской губернии, Печорского и Мезенского уездов Архангельской губернии и Орловского уезда Вятской губернии. В научной литературе получила условное название — Коми край.
На основании Декрета СНК от 27 января 1918 года «О порядке изменения границ губернии, уездов и прочее» I Вологодский губернский съезд Советов и съезды Советов пяти северо-восточных уездов в июле 1918 года приняли решение о выделении из состава Вологодской губернии территорий Велико-Устюгского, Никольского, Сольвычегодского, Усть-Сысольского и Яренского уездов и образовании Северо-Двинской губернии с центром в городе Великий Устюг.
В первые послереволюционные годы административно-территориальное деление на уезды и волости оставалось прежним. Происходило только перераспределение отдельных территорий между губерниями. Так, в целях лучшей организации руководства военными действиями Северного фронта, в ноябре 1918 года Щугорская, Савиноборская и Троицко-Печорская волости были переданы из Усть-Сысольского уезда Северо-Двинской губернии в состав Чердынского уезда Пермской губернии. После окончания гражданской войны в Коми крае встал вопрос о национально-государственном строительстве. В мае 1920 года VII Усть-Сысольский уездный съезд Советов рабочих, солдатских и крестьянских депутатов высказался за создание в составе РСФСР особой административно-территориальной единицы. Необходимость образования Коми административно-территориальной единицы признала Административная комиссия при Президиуме ВЦИК РСФСР; 5 мая 1921 года было принято решение ВЦИК о таком выделении.
22 августа 1921 года из восточных частей Архангельской и Северо-Двинской губерний РСФСР была образована автономная область Коми (Зырян). Её административным центром стал Усть-Сысольск. В состав области были включены:
- из Северо-Двинской губернии — Усть-Сысольский уезд целиком, 21 волость Яренского уезда за исключением 5 западных волостей, населённых русскими, и города Яренска;
- из Архангельской губернии — Печорский уезд с Большеземельской тундрой вплоть до Ледовитого океана за исключением Пустозерской и Усть-Цилемской волостей и Тиманской тундры, а также Пысская волость с деревней Латьюгой Усть-Вашского уезда Архангельской губернии.

Вместо 6 районов было создано 6 уездов — Прилузский, Сысольский, Усть-Вымский, Удорский, Усть-Куломский и Ижмо-Печорский. Декретом ВЦИК РСФСР от 6 февраля 1922 Пысская волость была возвращена в состав Мезенского уезда Архангельской губернии.
25 марта 1922 года, учитывая острую экономическую нужду и в целях экономии средств, облисполком принял решение о ликвидации Прилузского (слиянии с Сысольским) и Удорского (слиянии с Усть-Вымским) уездов. Это решение о делении области на 4 уезда — Усть-Сысольский, Усть-Вымский, Усть-Куломский и Ижмо-Печорский — было закреплено Декретом ВЦИК РСФСР от 2 мая 1922 года. Кроме того, в состав области были возвращены из состава Чердынского уезда Пермской губернии Троицко-Печорская, Савиноборская и Щугорская волости.
В 1926 году Усть-Сысольский уезд переименован в Сысольский.
В 1929 году в состав Коми области вошли Слудская волость Орловского уезда Вятской губернии, Усть-Цилемская волость (Усть-Цильма) и Ермицкий сельсовет Пустозерской волости Печорского уезда Архангельской губернии. Постановлением Президиума ВЦИК «Об образовании на территории РСФСР административно-территориальных объединений краевого и областного значения» от 14 января 1929 года с 1 октября 1929 года образован Северный край, в который вошла и автономная область Коми. В июле того же года крайняя северная часть области перешла в состав Ненецкого национального округа Северного края. 26 марта 1930 года Усть-Сысольск переименован в Сыктывкар.
К 1 октября 1931 года существовало 4 района:
- Ижмо-Печорский район (Ижемский)
- Прилузский район (Лузский)
- Сторожевский район
- Сысольский район (Визингский)

В марте 1932 года в автономной Коми (Зырянской) области Северного края был образован Усинский район с центром в селе Усть-Уса.
В 1936 году в северной части области образован Печорский округ, ликвидированный через пять лет. 5 декабря 1936 года по новой Конституции СССР АО Коми (Зырян) была преобразована в Коми АССР, которая вышла из состава Северного края и перешла в непосредственное подчинение РСФСР.

## Население
В 1926 году в области проживало 207 300 человек. Плотность населения — 0,5 на км².
В 1931 году в области проживало 251 200 человек. Плотность населения — 0,7 на км². Национальный состав: коми (зыряне) — 92,3 %, русские — 6,6 %, самоеды — 1 %.